# Вильгельм I (ландграф Гессен-Касселя)
Вильгельм I Старший (нем. Wilhelm I. von Hessen, «der Ältere»; 4 июля 1466, Кассель — 8 февраля 1515, Замок Шпангенберг, ландграфство Гессен) — ландграф Нижнего Гессена с 1471 года.

## Жизнь
Сын ландграфа Людвига II Гессенского (1438—1471) и его жены Мехтильды (ок.1436—1495), дочери графа Людвига I Вюртембергского.
В 1488 году он женился на Анне (ок. 1460—1520), дочери герцога Вильгельма IV Брауншвейг-Люнебургского. У них было пять дочерей:
- Матильда (1489), умерла в младенчестве
- Матильда (1490—1558),

∞ 1527 Конрад, граф Текленбурга (1493—1557)
- Анна (1491—1513), монахиня
- Катерина (ум. 1525)

∞ 1511 Адам, граф Байхлингена (ум. 1538)
- Елизавета (1503—1563)

∞ 1525 Людвиг II, пфальцграф Цвейбрюккена (1502—1532)
∞ 1541 Георг, пфальцграф Зиммерна (1518—1569)
После паломничества на Святую землю в 1491 году его сделали рыцарем Ордена Святого Гроба Господнего. Вероятно он заразился там сифилисом. Он отрёкся от престола в пользу своего брата Вильгельма II 3 июня 1493 года и провёл остаток жизни в Шпангенберге.